# 希米納·烏盎
希米納·烏盎（達悟語：Simuna-voang），又稱希烏盎（Si-voang），是台灣達悟族中野銀部落（Ivalino）的始祖之一，他本身是來自巴丹島的伊萬特人，娶了紅頭部落的寡婦，後來又因巴丹島鬧飢荒而帶著家人來到蘭嶼定居。

## 结婚和前往蘭嶼

### 結婚
過去蘭嶼和巴丹島之間有貿易來往時，希米納·烏盎有一次隨著船隊來到紅頭部落（一說是朗島部落），他聽說村子裡有個漂亮的寡婦希娜·瑪努尤（Sinan manoyo，一說是部落始祖希魯魯Si-zogzog的女兒），想要跟他結婚，希娜·瑪努尤原本因為丈夫去世不到一年而不想跟答應，但在知道他的身形跟丈夫差不多後改變了主意，並且把兩個孩子交給他們的叔叔照顧，跟希米納·烏盎前往巴丹島，並且又生了兩個孩子，但巴丹島因為食物匱乏、生活相當辛苦，後來希娜·瑪努尤的兩個孩子結婚生子時，雖然有邀請母親，但只給她四分之一的豬肉，並且把不想回去的她趕回去。

### 前往蘭嶼
又過了幾年，巴丹島發生飢荒，希米納·烏盎決定帶著家人和僕人、以及路上遇到的一些人前往巴丹島，過程中他們向天神島（虛構小島）上的部落要求補給，部落上的長老原本不想，並且以要兩個跟他見面的孩子拔起他們家中地上的黃金、拔起來就是他們的，沒想到他們輕鬆拔起一個，長老必須出現阻止才能避免第二個也被拔走，後來希米納·烏盎打聽到當地的人相信如果主屋的地下出現小米，就要舉辦宴會，因此派兒子在晚上偷偷潛入長老家裡撒小米，部落果真舉辦了宴會，他又趁機派兒子放出長老家裡的雞，讓雞踩過食物、部落的人不敢吃，兒子們就全帶到船上作為補給。

## 建立部落
終於抵達蘭嶼後，希米納·烏盎派兒子去向他們的外公請安並要求收留，但外公因為他們的捕魚技術很好，擔心他們危及自己兒子在部落中的地位，因此不接受他們，一行人後先後在雙獅岩、情人洞裏面居住，但都受到蚊蟲所擾而離開，最後才終於遷到今日野銀部落的海邊dokoavanoa定居，演變為今天的野銀部落。據說當地原本有一株巨大的馬鞍藤（ivalino），可以順著其枝葉爬到很遠的地方，他們為了居住而砍斷那株馬鞍藤時，還花了整整五天，而野銀部落後來也就以馬鞍藤為名。

### 後續
後來希米納·烏盎的兩個兒子在捕魚時意外見到希娜·瑪努尤的兩個大兒子，雖然雙方一開始相處不錯，但因為大兒子對於母親拋棄自己始終無法釋懷，雙方最後不歡而散。

## 有关于希米納·烏盎的历史
野銀部落是入前尚存的達悟族六個部落中最晚建立的部落，因為希米納·烏盎傳說的關係，過去他們也被其他族人稱為「外來者」。